# Grijsbrauwwinterkoning
De grijsbrauwwinterkoning (Pheugopedius schulenbergi) is een zangvogel uit de familie Troglodytidae (winterkoningen). Dit taxon is in 1985 als ondersoort beschreven en vernoemd naar Thomas S. Schulenberg die de vogel eerder had verzameld.

## Verspreiding en leefgebied
De soort komt voor in het noorden van Peru op de oostelijke hellingen van de Andes ten noorden van de rivier de Marañón op hoogten tussen de 2000 en 3500 meter boven zeeniveau.